# Старая Тёпловка
Старая Тёпловка — село в Бузулукском районе Оренбургской области. Входит в состав сельского поселения Новотёпловский сельсовет.

## География
Находится на расстоянии примерно 19 километров по прямой на восток от города Бузулук.

## История
Основано в 1750-е годы мордовскими переселенцами из Саранского уезда. В XIX веке большая часть жителей была старообрядцами, большая часть принадлежала белокриницкому согласию, остальные поморскому.

## Население
Население составляло 218 человек в 2002 году (60% русские), 152 по переписи 2010 года.